# 番路陸軍第五彈藥儲備庫
番路陸軍第五彈藥儲備庫位於臺灣嘉義縣番路鄉，是中華民國陸軍在八二三砲戰後為了臺灣本島備戰而興建的彈藥庫建築群。後來因軍事部屬等因素，彈藥在2016年左右清空，土地建物移撥給番路鄉公所。
彈藥庫建築群中的其中三座H01、H03和H07號倉庫，於2020年2月11日登錄為嘉義縣歷史建築。2024年，番路鄉公所將彈藥庫舊址在盡量保有原建築結構的情況下改為資源回收場。

## 沿革
番路陸軍第五彈藥儲備庫（第一分庫）約建於民國49年（1960年），是八二三砲戰後軍方為了臺灣本島備戰而興建的彈藥庫建築群。後來因軍事部屬等因素，彈藥在2016年左右清空。原本國防部打算將土地移轉給國有財產署，經番路鄉公所爭取後，土地建物移撥給番路鄉公所。
2020年2月11日，彈藥庫建築群中的其中三座H01、H03和H07號倉庫登錄為嘉義縣歷史建築。2021年8月，彈藥庫聯絡道路進行擴寬工程，後於2023年2月完工，該年3月7日正式通車。
在嘉義縣政府與番路鄉公所為改善番路鄉原有資源回收物貯存空間不足問題，而共同爭取環境部經費及編列配合款後，斥資3600萬元將彈藥庫改作番路鄉資源回收場，於2024年1月24日揭牌啟用。